# Gratiola sexdendata
Gratiola sexdendata là một loài thực vật có hoa trong họ Mã đề. Loài này được A.Cunn. mô tả khoa học đầu tiên năm 1838.